# Salih Sadir
Salih Sadir Salih Al-Sadoun (Najaf, 21 agosto 1981) è un calciatore iracheno, centrocampista dell'Al-Quwa Al-Jawiya.

## Carriera

### Club
Ha sempre giocato nel campionato iracheno.

### Nazionale
Con la maglia della Nazionale ha trionfato nella Coppa d'Asia del 2007.

## Palmarès

### Nazionale
- Coppa d'Asia: 1

2007